# Eric Ndiema
Eric Ndiema (28 december 1992) is een voormalig Keniaanse atleet, die gespecialiseerd was in het langeafstandslopen. Hij behaalde verschillende podiumplaatsen bij grote internationale marathons.

## Biografie
In 2010 werd hij vierde bij de City-Pier-City Loop in Den Haag, tweede bij de Stadsloop Appingedam en elfde bij de halve marathon van Delhi. Het jaar erop werd hij derde bij de halve marathon van Parijs, tweede bij de halve marathon van Milaan en derde bij de marathon van Amsterdam.
In 2012 werd hij zevende bij de halve marathon van Rome-Ostia, vierde bij de marathon van Parijs en vierde bij de halve marathon van Udine en derde bij de marathon van Eindhoven. In 2013 werd hij achtste bij de halve marathon van Rome-Ostia en derde bij de marathon van Parijs. Het jaar erop werd hij tweede bij de marathon van Hamburg en won de halve marathon van Turijn. Bij de Gemenebestspelen in 2014 werd hij zesde op de marathon.
In 2015 werd hij zesde bij de Biwa-See-Marathon in Otsu.

## Persoonlijke records
| Onderdeel      | Prestatie | Datum           | Plaats     |
| -------------- | --------- | --------------- | ---------- |
| 10 km          | 27.56     | 26 juni 2010    | Appingedam |
| 15 km          | 42.30     | 27 maart 2011   | Milaan     |
| halve marathon | 59.57     | 14 maart 2010   | Den Haag   |
| 25 km          | 1:13.42   | 15 april 2012   | Parijs     |
| 30 km          | 1:28.27   | 15 april 2012   | Parijs     |
| marathon       | 2:06.07   | 16 oktober 2011 | Amsterdam  |

## Palmares

### 10 km
- 2010: 4e City Run Hilversum - 28.37
- 2010:  Stadsloop Appingedam - 27.55,1
- 2010:  Wiezo Run in Wierden - 29.39

### halve marathon
- 2009:  halve marathon van Baringo - 1:02.13,8
- 2010: 4e City-Pier-City Loop - 59.57
- 2011:  halve marathon van Parijs - 1:01.49
- 2011:  halve marathon van Milaan - 1:00.20
- 2012: 4e halve marathon van Udine - 1:03.00
- 2014:  halve marathon van Turijn - 1:03.02
- 2014:  halve marathon van Trento - 1:02.23

### marathon
- 2011:  marathon van Amsterdam - 2:06.07
- 2012: 4e marathon van Parijs - 2:06.37
- 2012:  marathon van Eindhoven - 2:06.17
- 2013:  marathon van Parijs - 2:06.34
- 2013: 13e marathon van Frankfurt - 2:12.55
- 2014:  marathon van Hamburg - 2:07.00
- 2014: 6e Gemenebestspelen - 2:13.44
- 2015: 6e marathon van Otsu - 2:13.28